# Třída Uzušio
Třída Uzušio byla třída diesel-elektrických ponorek Japonských námořních sil sebeobrany. Byly to první japonské ponorky s kapkovitým trupem, využívající poznatků získaných díky americké experimentální ponorce USS Albacore. Celkem bylo postaveno 7 jednotek. Dnes jsou již vyřazeny.

## Stavba
Loděnice Mitsubishi Heavy Industries a Kawasaki Shipbuilding Corporation postavily v letech 1968–1978 celkem 7 jednotek této třídy.
Jednotky třídy Uzušio:
| Jméno            | Založení kýlu    | Spuštěna           | Vstup do služby    | Status                    |
| ---------------- | ---------------- | ------------------ | ------------------ | ------------------------- |
| Uzušio (SS-566)  | 25. září 1968    | 11. března 1970    | 21. ledna 1971     | vyřazen 24. března 1987   |
| Makišio (SS-567) | 21. června 1969  | 27. ledna 1970     | 2. února 1972      | vyřazen 11. března 1988   |
| Isošio (SS-568)  | 9. července 1970 | 18. března 1972    | 25. listopadu 1972 | vyřazen 24. března 1989   |
| Narušio (SS-569) | 8. května 1971   | 22. listopadu 1972 | 28. září 1973      | vyřazen 17. března 1993   |
| Kurošio (SS-570) | 5. července 1972 | 22. února 1974     | 27. listopadu 1974 | vyřazen 1. března 1994    |
| Takešio (SS-571) | 6. července 1973 | 30. června 1975    | 30. ledna 1976     | vyřazen 26. července 1995 |
| Jaešio (SS-572)  | 14. dubna 1975   | 19. května 1977    | 7. března 1978     | vyřazen 1. srpna 1996     |

## Konstrukce
Ponorky měly, jako první japonská třída, hydrodynamicky výhodně tvarovaný kapkovitý trup a dosahovaly tak lepších výkonů při plavbě pod hladinou. Jejich trup byl vyroben z vysokotažné oceli NS 63 a mohly se ponořit až do hloubky 200 metrů. Výzbroj ponorek tvoří šest 533mm torpédometů HU-602. Torpédový oddíl byl posunutý do středu trupu, díky čemuž byl získán prostor pro umístění velkého příďového sonaru. Vyhledávací radar byl typu ZPS-4. Trupový sonar ponorky Uzušio a Makišio byl ZQQ-1, ponorky Isošio až Kurošio byly změněny na ZQQ-2 a ponorky Takešio a Jaešio byly ZQQ-3 a SQS-36J.
Pohonný systém byl diesel-elektrické koncepce. Tvoří ho dva diesely Kawasaki-MAN V8V24/30mAMTL, dva alternátory Kawasaki SG-4 a jeden elektromotory Fuji SM-4. Energii uchovávaly baterie. Lodní šroub je jeden. Ponorky dosahují rychlosti 12 uzlů při plavbě na hladině a 20 uzlů pod hladinou.